# Maceda de Trives

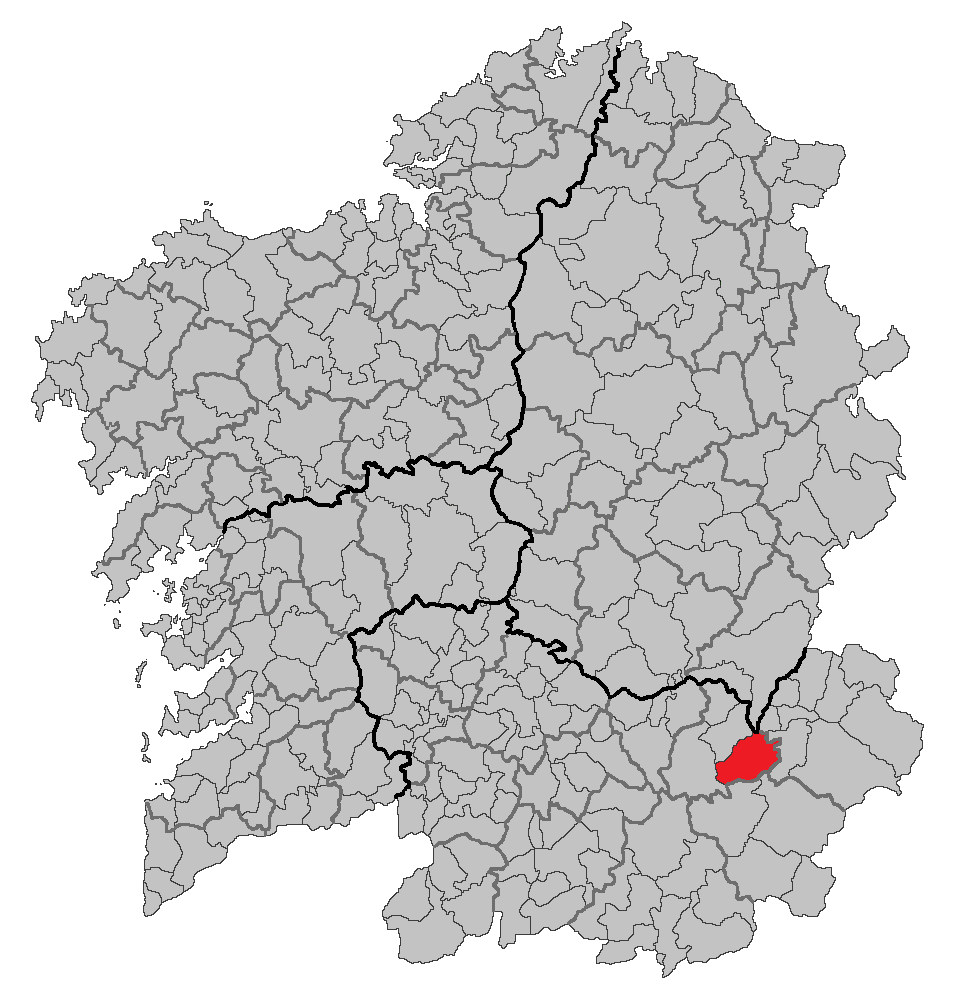
Localização de Maceda de Trives

Maceda de Trives (Manzaneda) é um município da Espanha na província 
de Ourense, 
comunidade autónoma da Galiza, de área 114,59 km² com 
população de 1069 habitantes (2007) e densidade populacional de 10,02 hab/km².

## Demografia
| Variação demográfica do município entre 1991 e 2004 | Variação demográfica do município entre 1991 e 2004 | Variação demográfica do município entre 1991 e 2004 | Variação demográfica do município entre 1991 e 2004 |
| --------------------------------------------------- | --------------------------------------------------- | --------------------------------------------------- | --------------------------------------------------- |
| 1991                                                | 1996                                                | 2001                                                | 2004                                                |
| 1620                                                | 1417                                                | 1198                                                | 1150                                                |